# 오스마르 올베라
오스마르 올베라 이바라(스페인어: Osmar Olvera Ibarra, 2004년 6월 5일~)는 멕시코의 다이빙 선수이다. 2020년 하계 올림픽과 2024년 하계 올림픽에 참가했고 2024년 올림픽에서 남자 3m 스프링보드 동메달과 3m 싱크로 은메달을 획득했다. 또한 세계 선수권 대회에서 금메달 2개, 은메달 5개, 동메달 1개를 획득했다. 그는 1984년 하계 올림픽의 라울 곤살레스 이후 동일한 올림픽 대회에서 두 개의 다른 세부 종목에서 메달을 획득한 최초의 멕시코 선수가 되었다.